# Charlotte Lenherr
Charlotte Lenherr (* 29. Dezember 1970) ist eine Schweizer Dressurreiterin mit englischen Wurzeln.

## Leben und Werdegang
Lenherr ist gebürtige Engländerin. Sie wuchs in South Lopham in Norfolk auf und wird seit ihrer frühen Kindheit „Tiggy“ genannt. Sie ist gelernte Kindererzieherin, wandte sich jedoch früh dem Reiten zu, das sie von ihrer Mutter lernte. Sie widmete sich dem Vielseitigkeits-, Jagd-, Spring- und Damensattelreiten. 1994 zog sie nach Deutschland und arbeitete dort als Auktionsreiterin in Hessen. Sie trainierte ein Jahr mit Klaus Balkenhol, gefolgt von fünf weiteren Jahren mit Conrad Schumacher und Ellen Bontje. Nach ihrer Ausbildung zur Bereiterin nahm sie an zahlreichen Bundeschampionaten und Grand Prix teil. Beim Pferdekauf lernte sie 2005 den Reitlehrer und Pferdehändler Jürg Lenherr kennen und zog 2008 in die Schweiz. Die Familie lebt mit Sohn Jamie auf einer Reitanlage in Pfyn, die Jürg Lenherr einst vom ehemaligen Olympiareiter Urs Fäh gekauft hat. Sie trainieren und verkaufen dort Sportpferde und unterhalten eine Altersweide für pensionierte Pferde.

## Erfolge
Lenherr hat 2017, 2019 und 2023 an den Europameisterschaften im Dressurreiten teilgenommen. Sie trat als Kadermitglied bei den FEI Weltmeisterschaften 2022 für die Schweiz an und ist mehrfache Grand Prix-Siegerin. 2021, 2023 und 2024 gewann sie die Schweizer Meisterschaft Dressur. 2024 belegte sie auf dem Pferd Sir Stanley W bei der Weltcup-Prüfung CHI in Basel den 6. Platz und erreichte mit 76,535 Punkten ihre persönliche Bestleistung.

## Pferde

### Aktuelle Turnierpferde
(Quelle: )
- Sir Stanley W (* 2010), Oldenburger Wallach[10]
- Dettori (* 2013), gekörter Oldenburger Hengst[11]
- Davi G (* 2015), Oldenburger Hengst[12]
- Gentleman (* 2014), Rheinländer Wallach[13]
- Fürst Lauries H (* 2015), Hannoveraner Wallach[14]
- Insterglanz V (* 2010), Westfalen Wallach[15]

### Ehemalige Turnierpferde
- Darko of Deniro Zs CH (* 2004), Schweizer Warmblut Wallach[16]